# Eunymphicus uvaeensis
Eunymphicus uvaeensis (лат.) — вид птиц из семейства Psittaculidae. Эндемик острова Увеа (Новой Каледонии). Ранее считался подвидом новокаледонского рогатого попугая, сейчас выделен в отдельный вид.

## Описание

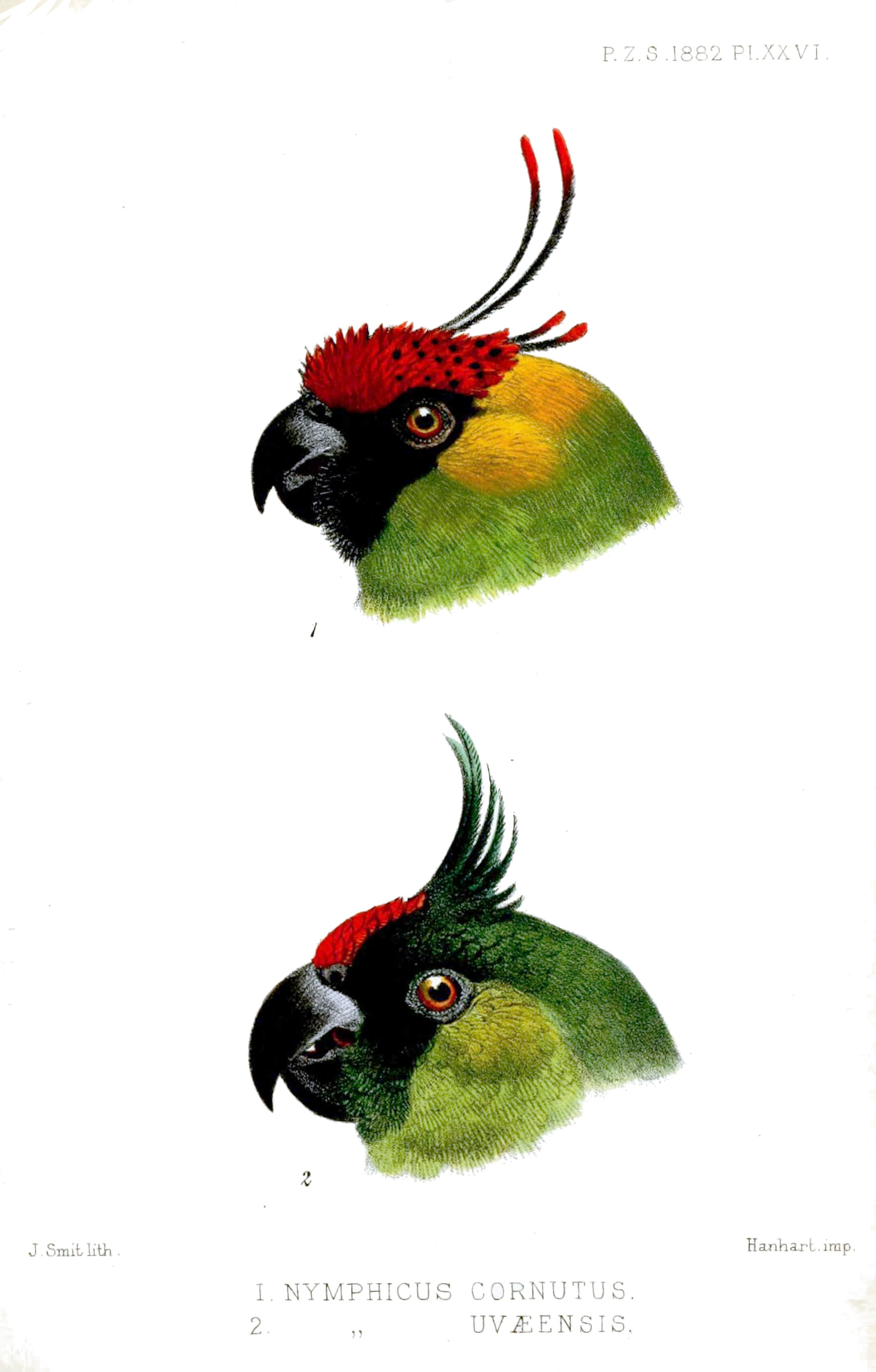
Сравнительная морфология E. cornutus (наверху) и E. uvaeensis (внизу)

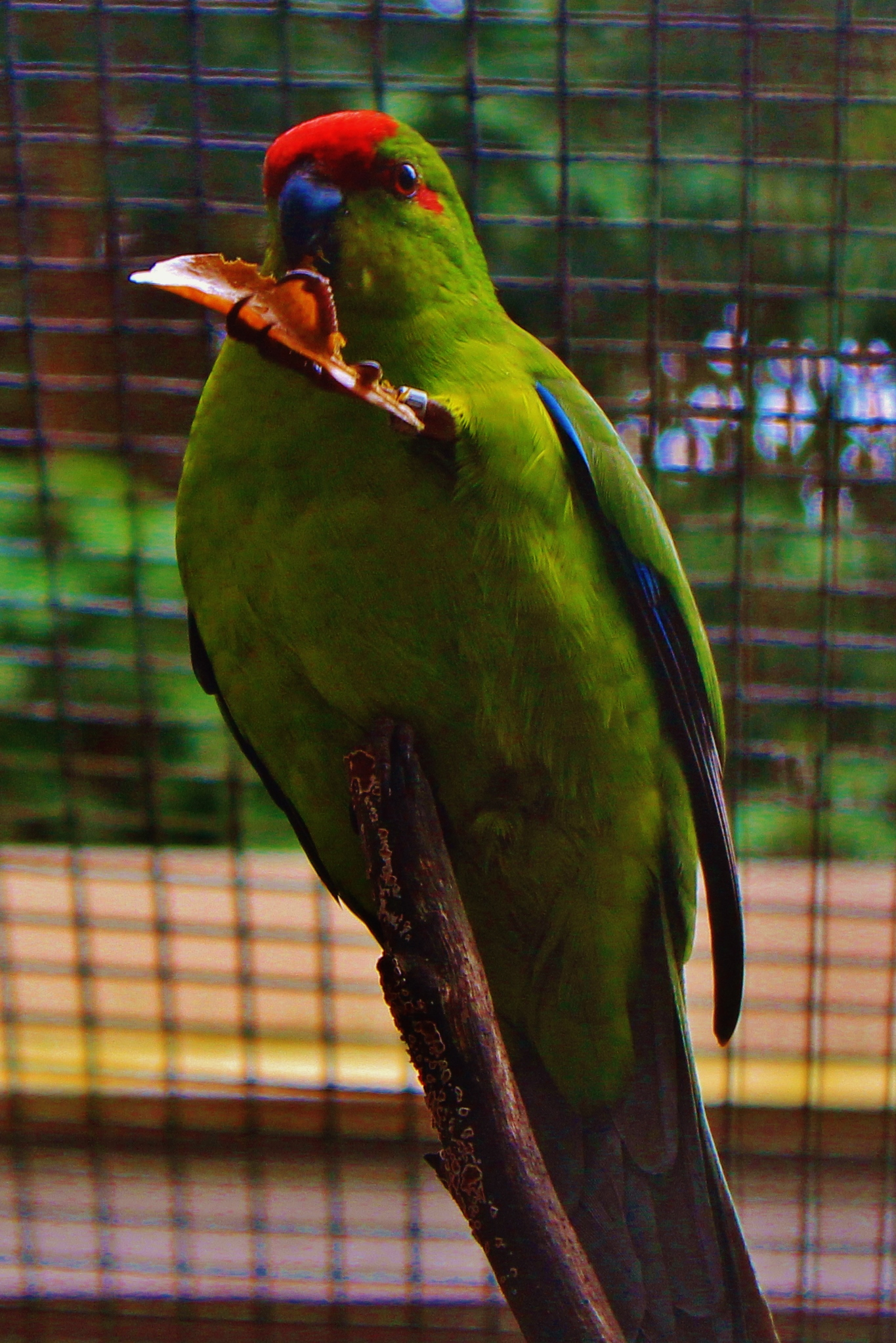
E. uvaeensis в зоопарке Нумеа

Eunymphicus uvaeensis — попугай среднего размера с преимущественно зелёным оперением и заметным зелёным гребнем. Гребень состоит из шести перьев, загнутых дугой сначала назад, а затем выступающих вперёд. Нижняя сторона имеет тенденцию быть более жёлтой, крылья и хвост — ярко-синие. Голова тёмная, клюв чёрный без желтого цвета, в отличие от E. cornutus.

## Ареал, местообитание и питание
Eunymphicus uvaeensis — эндемик острова Увеа Новой Каледонии. Предпочитает леса, особенно субтропические лавровые леса, избегает кокосовых плантаций и прибрежной растительности. Попугаи этого вида активны рано утром и ближе к вечеру, избегают активности в жару. Питаются разнообразной пищей, особенно важен инжир фикусовых деревьев.

## Биология
Сезон размножения — с августа по январь. Гнёзда располагаются в естественных дуплах деревьев, причем 90 % гнездовых деревьев составляют растения родов сизигиум и Mimusops. Самка откладывает три, реже два, яйца, которые высиживают 21 день. Период выращивания птенцов составляет около 43 дней, в среднем выживаемость их составляет около 1,5 птенца на кладку. Основными причинами смертности птенцов являются голод (наиболее часто встречается у самых маленьких и слабых цыплят), хищничество австралийского бурого ястреба и собирательство людьми (для торговли животными).

## Охранный статус
Когда-то ареал вида простирался через другие острова Луайоте; попытки реинтродуцировать этого попугая на остров Лифу в 1925 и 1963 годах потерпели неудачу. Один источник сообщает, что вновь завезённые птицы просто улетели обратно на Увеа. Исследования потенциального успеха гнездования на двух островах показали, что в будущем реинтродукция на Лифу не удастся, если популяция инвазивных крыс не будет контролироваться. Виду угрожает потеря среды обитания и торговля домашними животными. Около 30-50 % его среды обитания было потеряно за последние тридцать лет. Сбор птенцов для продажи как домашних животных не только снижает количество птиц, но и метод сбора, который включает в себя вырубку деревьев, чтобы добраться до цыплят, делает места гнездования бесполезными для будущих попыток размножения, а отсутствие гнёзд для размножения может ограничивать популяцию. В случае, если крысы достигнут Увеа, вид будет подвержен большему риску исчезновения. Попугай внесён в список в Приложении I СИТЕС, и МСОП считает охранный статус уязвимым. Этот вид находится под угрозой из-за низкой численности, ограниченного ареала обитания и потери среды обитания. Однако в последние годы участие сообщества в спасении вида способствовало значительному увеличению популяции попугаев с примерно 617 в 1993 году до 2 090 птиц в 2009 году.